# Meranoplus cryptomys
Meranoplus cryptomys is een mierensoort uit de onderfamilie van de Myrmicinae. De wetenschappelijke naam van de soort is voor het eerst geldig gepubliceerd in 2013 door Boudinot & Fisher.